# Blodbadet i Ronneby
Blodbadet i Ronneby var en svensk massakre under ledelse af Erik 14. Den fandt sted mandag den 4. september 1564 under Den Nordiske Syvårskrig i Rønneby i Blekinge, der dengang var dansk.

## Historie
Den svenske kong Erik 14. forsøgte at gøre Sverige til den dominerende magt i Norden og sendte soldater ind i Blekinge. Her blev de bageste af tropperne fanget af blekingeboerne og klynget op i træerne til skræk og advarsel. Vred over disse henrettelser befalede kong Erik, at alt mellem Lykkeby og Rønneby skulle slås ihjel og brændes.
Svenske tropper ankom den 3. september til Rønneby og gav to gange Rønneby-boerne mulighed for at overgive sig. Men borgerne vægrede sig og håbede på hjælp fra danske tropper et par mil vest for byen. Byen havde ingen egentlige forsvarsværker, og det var derfor en let sag for de svenske soldater at forcere den palisade, som var sat op som forsvar. Plyndringen kunne gå i gang, og over 2.000 indbyggere blev hugget ned. Bagefter skrev kong Erik i et brev "Et vældigt myrderi, så vandet i elven var rødt som blod fra de døde kroppe".
Byerne Elleholm, Sølvesborg, Avskær og Lykkeby i Blekinge samt Åhus i Skåne blev alle plyndret og ødelagt. Målet var at deportere den del af befolkningen, som havde overlevet plyndringerne, fra Kalmar til Stockholm, for som den svenske konge selv udtrykte det: "...det är bättre att hafva ett öde än ett fiendeland..."
Blodbadet blev i propaganda af svenskerne fremstillet som en stor sejr med kong Erik i spidsen, mens danskerne fremførte historien om, hvor brutale svenskerne var, for på den måde at samle modstand i egne rækker.